# Convertisseur numérique-analogique
Ne doit pas être confondu avec Convertisseur analogique-numérique.
Pour les articles homonymes, voir Convertisseur, CNA et DAC.
Un convertisseur numérique-analogique (CNA, de N/A pour numérique vers analogique ou, en anglais, DAC, de D/A pour Digital to Analog Converter) est un composant électronique dont la fonction est de transformer une valeur numérique (codée sur plusieurs bits) en une valeur analogique proportionnelle à la valeur numérique codée.
Généralement la sortie du convertisseur est une tension électrique, mais certains convertisseurs ont une sortie en courant.

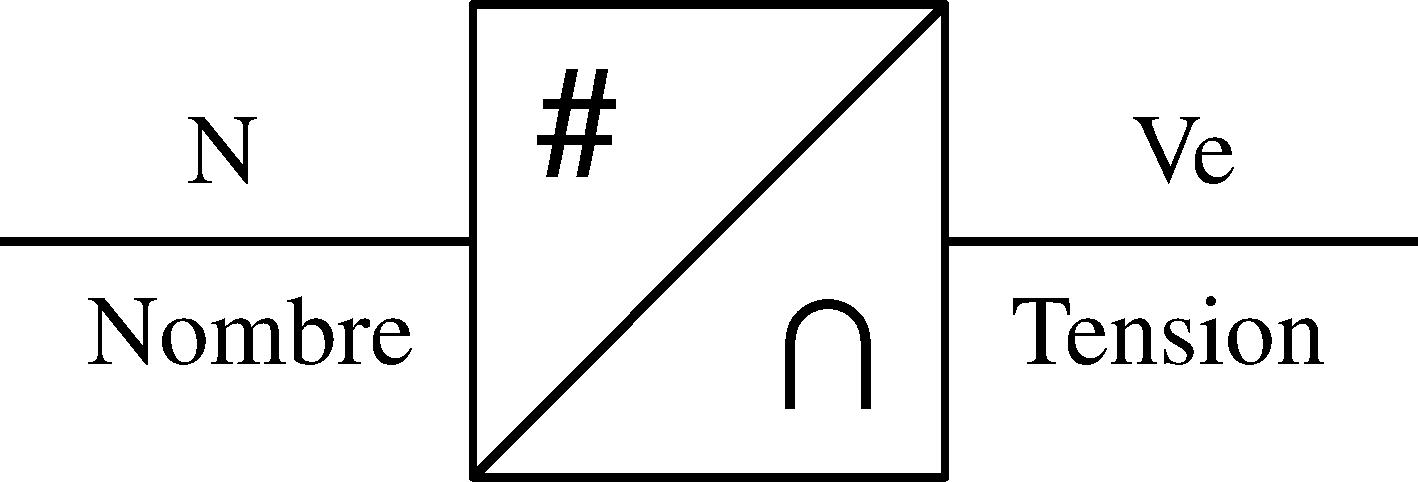
Symbole normé du convertisseur numérique analogique.

N/A = Fréquence / Bits

## Techniques
Il existe plusieurs solutions pour créer un signal analogique à partir d'un système numérique. Elle se divise en deux catégories, celles à sortie pseudo analogique (le signal en sortie contient le message analogique, mais d'autres signaux s'ajoutent à lui) ou à sortie analogique. Dans ce dernier cas, on utilise généralement des convertisseurs à réseau de résistances.

### Sortie pseudo analogique: modulation de largeur d'impulsion
Le principe de la modulation de largeur d'impulsion (MLI, ou PWM en anglais) est de créer un signal d'horloge dont le rapport cyclique est variable et proportionnel à la valeur codée.
Si l'on extrait la moyenne de ce signal (au moyen d'un filtre passe-bas), on obtient une valeur analogique proportionnelle à ce rapport cyclique.

### Sortie analogique: réseau de résistances
La conversion analogique à réseau de résistances ou échelle de résistances repose sur le principe de la division des tensions (pont diviseur pour le réseau unaire) ou de division des courants (réseau R/2R). Dans tous les cas, un étage d'adaptation d'impédance suit le montage résistif pour qu'une charge en sortie ne perturbe pas la conversion. 

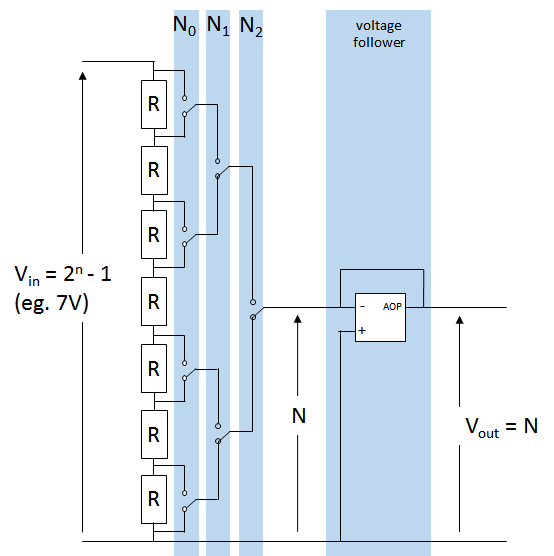
Convertisseur numérique analogique 3 bits à réseau unaire.

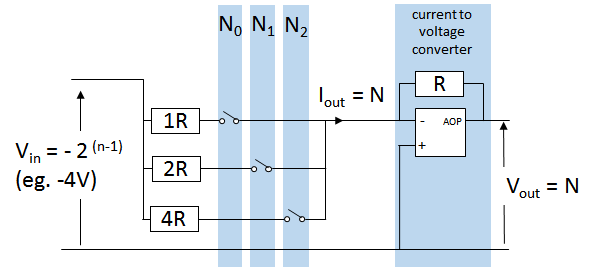
Convertisseur numérique analogique 3 bits à réseau binaire.

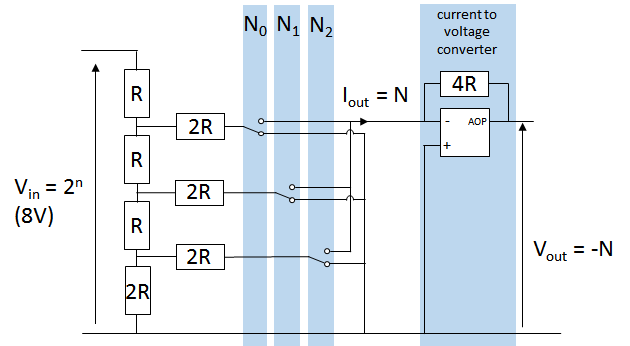
Convertisseur numérique analogique 3 bits à réseau échelle - R2R.

Le principe est de créer une valeur analogique en pondérant le poids de chaque bit d'information, selon la formule :
{\displaystyle V_{out}=k\cdot V_{\text{réf}}\cdot \sum _{i=1}^{n}\left(2^{n-i}\cdot a_{n-i}\right)}
avec :
- {\displaystyle V_{\text{réf}}}, le maximum de la conversion ;
- {\displaystyle k}, le rapport de proportionnalité ;
- {\displaystyle n}, le nombre de bits du convertisseur ;
- {\displaystyle a_{n}}, la valeur du bit n (1 ou 0).

Différents types de réseaux peuvent être utilisés :

#### Réseau unaire
On utilise une seule valeur de résistance et autant de résistances qu'il y a de valeurs de sortie possibles, montées en pont diviseur. Cette méthode assure une parfaite monotonicité de la valeur de sortie mais n'est intéressante que pour les petits nombres de bits, car elle requiert un nombre exponentiel de résistances et commutateurs ({\displaystyle 2_{n}-1}).

#### Réseau binaire
On utilise des résistances de différentes valeurs, la valeur de chaque résistance correspond au poids binaire de chaque bit. Cette méthode requiert une grande précision sur la valeur des résistances des bits de poids fort (MSB), surtout si le nombre de bits est important.

#### Réseau R-2R
On réalise une échelle avec un faible nombre de valeurs de résistances. Cette méthode est plus adaptée à la fabrication sur silicium.
On peut également associer les différentes méthodes afin d'obtenir une précision correcte sans impliquer de ressources trop importantes, généralement coder les bits de poids fort avec un réseau de résistances unaire et les bits de poids faible avec un réseau de résistances binaire.

## Usage
Cartes son, modems, TV, Hi-Fi, etc.

### Audio
Les CNA sont largement utilisés dans les équipements audio tels que les lecteurs de musique numérique, les haut-parleurs, les amplificateurs audio, les consoles de mixage, pour convertir des signaux audio numériques en signaux analogiques qui peuvent être entendus par nos oreilles.

### Télécommunications
Dans les réseaux de télécommunications, les CNA sont utilisés pour convertir des signaux numériques en signaux analogiques qui peuvent être transmis sur des lignes téléphoniques analogiques, des câbles coaxiaux, ou via des signaux radio analogiques.
Les CNA sont utilisés dans les modems analogiques pour convertir des données numériques en signaux analogiques pouvant être transmis sur des lignes téléphoniques analogiques. Ils sont également présents dans les équipements de commutation des réseaux téléphoniques pour convertir les signaux de commande numériques en signaux analogiques pour la commutation des appels.

### Télévision et vidéo
Les CNA sont présents dans les téléviseurs, les lecteurs de DVD, les caméscopes et d'autres appareils vidéo pour convertir des signaux vidéo numériques en signaux analogiques afin d'afficher des images et des vidéos sur des écrans analogiques.

### Instrumentation
Les CNA sont utilisés dans des instruments de mesure et de test pour convertir des données numériques (telles que la température, la pression, la tension) en signaux analogiques qui peuvent être affichés ou enregistrés.

### Commande de moteurs
Dans l'automatisation industrielle et la robotique, les CNA sont utilisés pour générer des signaux de commande analogiques qui contrôlent la vitesse et la position des moteurs électriques et des actionneurs.

### Radiodiffusion
Les émetteurs radio et les équipements de diffusion utilisent des CNA pour convertir des signaux audio numériques en signaux radio analogiques qui peuvent être diffusés.

### Électronique grand public
De nombreux appareils électroniques grand public, tels que les smartphones, les tablettes, les télécommandes, les consoles de jeu, les montres intelligentes, contiennent des CNA pour générer des signaux audio, vidéo ou d'autres signaux analogiques.

### Aérospatiale et défense
Les systèmes de communication, de navigation et de surveillance utilisent des CNA pour générer des signaux analogiques utilisés dans des applications militaires et aérospatiales.

### Éducation et recherche
Les laboratoires de recherche et les institutions éducatives utilisent des CNA dans diverses expériences et travaux de recherche impliquant des signaux analogiques.

## Fabricants de convertisseurs
- C cube.
- Wolfson Microelectronics[2].
- Analog Devices.

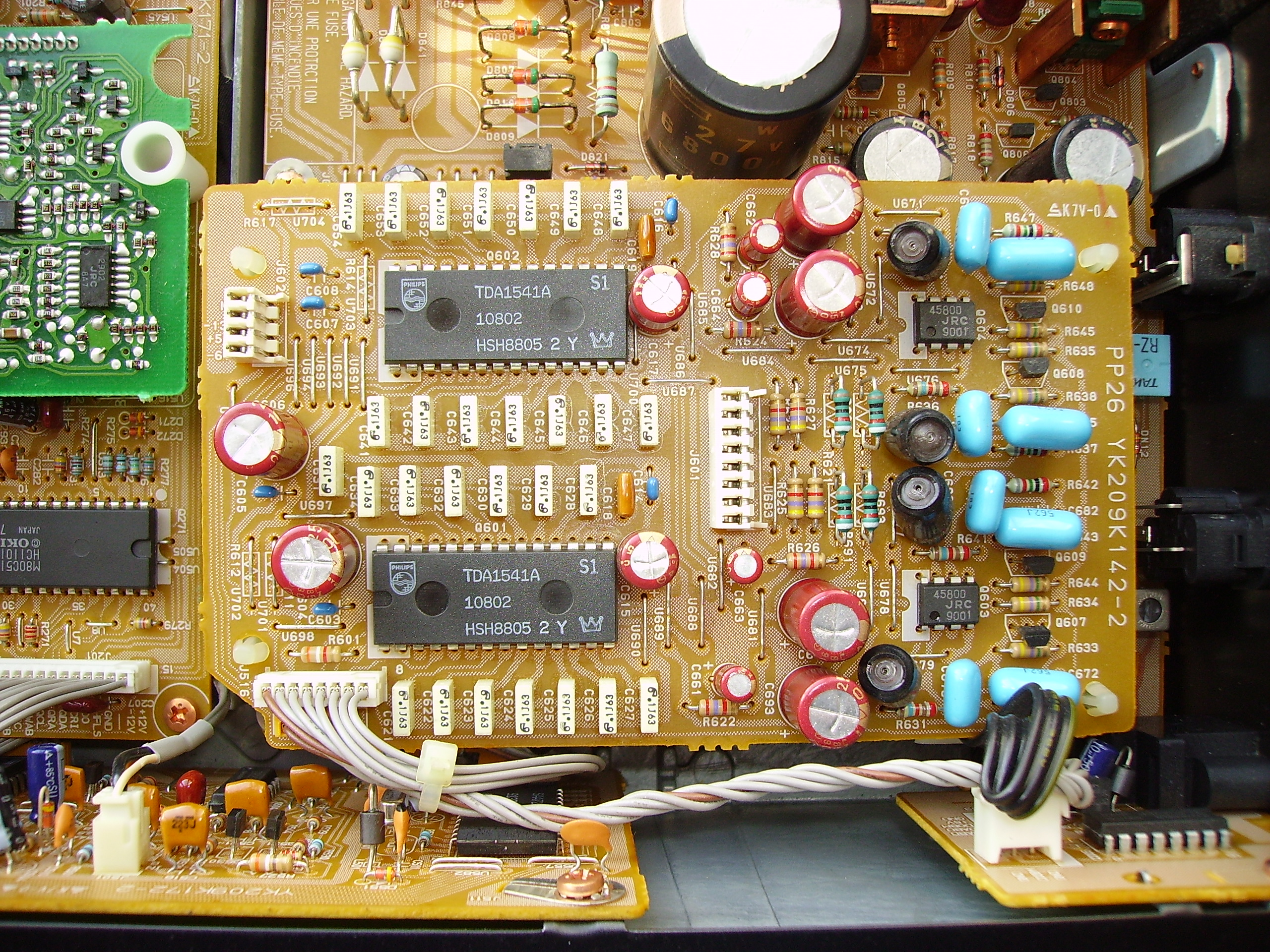
CNA Philips d'un lecteur CD.

- Renesas, anciennement IDT (Integrated Device Technology (en)), anciennement NXP, anciennement Philips (TriMedia).
- Conexant[3].
- Burr-Brown (PCM1704U-K).
- Cirrus Logic (Delta-Sigma (en)).
- Crystal.
- Texas Instruments (PCM1794).
- C-Media (CMI8768/PCI).
- Sigmatel[4] (ST9460).
- Euphia.
- Asahi Kasei.
- Fiio.
- ESS Technology[5].

## Modulations

### Audio
- PDM (Pulse Density Modulation).
- PWM (Pulse Width Modulation).
- Delta-sigma (Delta-sigma modulation (en)).
- Delta.
- Nyquist.
- DFT (Discrete Fourier Transform).
- FFT (Fast Fourier Transform).

### Vidéo
- OFDM (Orthogonal Frequency Division Multiplexing).
- SK Shift Keying (BP, QP, F, P phase).
- QAM (16, 32, 64).
- FOK.